# كرزيستوف ستروينسكي
كرزيستوف ستروينسكي (بالبولندية: Krzysztof Stroiński) هو ممثل بولندي، ولد في 9 أكتوبر 1950 في بولندا. شارك في أكثر من أربعين فيلمًا منذ عام 1971. وفاز بجائزة الأفلام البولندية لأفضل ممثل عام 2009 عن أدائه في فيلم Scratch.

## وصلات خارجية
- كرزيستوف ستروينسكي على موقع IMDb (الإنجليزية)
- كرزيستوف ستروينسكي على موقع قاعدة بيانات الأفلام العربية
- كرزيستوف ستروينسكي على موقع ألو سيني (الفرنسية)
- كرزيستوف ستروينسكي على موقع أول موفي (الإنجليزية)
- كرزيستوف ستروينسكي على موقع قاعدة بيانات الأفلام السويدية (السويدية)
- كرزيستوف ستروينسكي على موقع قاعدة بيانات الفيلم (الإنجليزية)
- كرزيستوف ستروينسكي على موقع كينوبويسك (الروسية)